# Agnes Nyberg
Agnes Birgitta Nyberg, född 19 april 2000, är en svensk fotbollsspelare som spelar för amerikanska Utah Royals.

## Klubbkarriär

### Tidiga år
Nyberg är född i Uppsala och uppväxt i stadsdelen Fålhagen. Hon började spela fotboll som sjuåring i Vaksala SK.

### IK Sirius / IK Uppsala
I december 2014 gick Nyberg till IK Sirius. Nyberg tävlingsdebuterade den 19 augusti 2015 i en 2–0-vinst över Tierps IF i Svenska cupen, där hon blev inbytt i den 65:e minuten mot Tempest-Marie Norlin. 2016 var Nyberg ordinarie i laget och spelade 21 ligamatcher samt gjorde tre mål i Elitettan. Sitt första mål gjorde hon den 14 maj 2016 i en 1–0-vinst över Östersunds DFF.
IK Sirius blev inför säsongen 2017 i stället IK Uppsala Fotboll. Nyberg spelade under säsongen 24 ligamatcher, varav 20 från start. Under säsongen 2018 spelade hon 23 ligamatcher, varav 18 från start. Inför säsongen 2019 blev Nyberg utsedd till klubbens lagkapten. Hon spelade under säsongen 22 ligamatcher samt gjorde ett mål och hjälpte IK Uppsala att bli uppflyttad till Damallsvenskan.
Hon gjorde sin damallsvenska debut den 27 juni i premiären av Damallsvenskan 2020 då IK Uppsala vann med 3–2 över Djurgårdens IF och där Nyberg blev inbytt i den 79:e minuten mot Ida Strömblad. I oktober 2020 förlängde Nyberg sitt kontrakt i IK Uppsala med två år. Hon spelade 20 ligamatcher i Damallsvenskan men IK Uppsala blev dock nedflyttade efter endast en säsong i högstadivisonen. Säsongen 2021 spelade Nyberg 25 ligamatcher och gjorde två mål i Elitettan.

### AIK
Den 22 december 2021 värvades Nyberg av AIK, där hon skrev på ett tvåårskontrakt. Hon lämnade klubben efter säsongen 2022 där hon spelat i 21 av 26 matcher när AIK slutade sist och blev nedflyttat till Elitettan.

### Återkomst till IK Uppsala
Den 3 januari 2023 meddelade IK Uppsala att Nyberg återvänder till klubben. Hennes första damallsvenska mål kom i 5-2 förlusten mot FC Rosengård den 19 juni 2023.

### Utah Royals
I januari 2024 värvades Nyberg av amerikanska Utah Royals.

## Landslagskarriär
I juli 2015 blev Nyberg kallad till det första landslagslägret för F15/00. Hon debuterade för F15-landslaget den 22 september 2015 i en 2–2-match mot Norge, där hon även var lagkapten. Nyberg gjorde sitt första landslagsmål för F17-landslaget den 6 oktober 2016 i en 3–0-vinst över Malta i EM-kvalet. Hon spelade totalt 16 landskamper och gjorde ett mål för Sveriges U17-landslag. Nyberg spelade även totalt 16 landskamper och gjorde ett mål för U19-landslaget.
Den 12 april 2022 debuterade Nyberg för U23-landslaget i en 3–2-seger över Portugal, där hon blev inbytt i den 86:e minuten mot Wilma Öhman.